# Радиолокационна станция „Дъга“
Радиолокационна станция „Дъга“ (на руски: Радиолокационная станция „Дуга“) е съветска задхоризонтна радиолокационна станция за системата на ранното разкриване на изстрелвания на междуконтинентални балистични ракети.

## Мрежа от РЛС
Известни са 3 такива станции:
- РЛС в с. Болшая Картел, край гр. Комсомолск на Амур, Хабаровски край, РСФСР 50°53′34.66″ с. ш. 136°50′12.38″ и. д. / 50.892961° с. ш. 136.836772° и. д. и 50°23′07.98″ с. ш. 137°19′41.87″ и. д. / 50.38555° с. ш. 137.328297° и. д.. Снета е от бойно дежурство на 14 ноември 1989 г., вече е демонтирана.
- РЛС край гр. Чернобил, Киевска област, Украинска ССР (обект Чернобил-2) 51°18′19.06″ с. ш. 30°03′57.35″ и. д. / 51.305294° с. ш. 30.065931° и. д. и 51°38′15.98″ с. ш. 30°42′10.41″ и. д. / 51.637772° с. ш. 30.702892° и. д.. Не е минала държавни изпитания след модернизацията от 1985–1986 г. Спряна е 26 април 1986 г. заради с Чернобилската авария. Част от оборудването е демонтирано и превозено в Комсомолск на Амур.
- Експериментална установка край гр. Николаев, Украинска ССР 47°02′28.33″ с. ш. 32°11′57.29″ и. д. / 47.041203° с. ш. 32.199247° и. д.. Вече е демонтирана.

## Чернобилска РЛС
Секретният военен обект Чернобил-2 се е намирал на 11 километра южно от град Припят, Украинска ССР. Съоръжението с приблизителна височина 150 м и приблизителна дължина 800 м е част от противоракетната отбрана на СССР със задача да засича изстрелване на вражески балистични ракети в първите 2-3 минути след изстрелването. Главен конструктор на задхоризонтната радиолокационна станция е Франц Кузмински, а главен проектант е Научноизследователският институт по далечните радиосвръзки. Заради характерния звук, който излъчва в ефир при работа, радарът получава прозвището си Руски кълвач.

### Идея и строителство
Стъпките по създаването на РЛС „Дъга“ са предприети след правителствено постановление от 18 януари 1972 г. Начинанието е продиктувано от нуждата от съвременна система за ранно предупреждение при нападение чрез междуконтинентални балистични ракети, посредством засичане на промени в йоносферата, причинени от ракетни двигатели. По думите на Михаил Горбачов тя е била част от по-обширен план за изграждане на подобни станции в Далечния изток, в централната и северната част на СССР, както и още една в този регион. Станцията е предшествана от 2 по-ранни експериментални радиолокационни станции, докато самата тя е с характер на бойна единица.
Поради голямата консумация на електричество (10 мегавата) мястото на разположение е избрано заради близостта ѝ с АЕЦ Чернобил, отстояща на по-малко от 10 км, и отсъствието на плодородни земи в този район. На всички географски карти от това време, мястото е обозначено като пионерски лагер. Строителните дейности по целия обект привършват през 1975 г. с изграждането на РЛС „Дъга“ и всички обслужващи сгради, в това число общежития, военно поделение, комуникационен център, трансформаторна подстанция, стадион, училище, магазин, ресторант и други, обслужващи персонала от 1000 души. За нуждите на строителството е вдигнат 200-метров кран, използван при поставянето на антените. Елементите за самите антени са изработени в беларуския завод „Гомселмаш“, Гомел. Външността на станцията е покрита с цинк, което е и основна причина тя да е в добро състояние дори и в наши дни.

### Строга охрана
Като строго секретен обект периметърът е строго охраняван в миналото. Затворен е от масивна ограда с бодлива тел, защитена с опасно за човек напрежение, оборудвана и с уредби за осветление. От вътрешната страна на оградата се разполага път за патрулите. По ъглите на оградата са разположени вишки за наблюдение, а до тях – и платформи за часови, като на някои от тях са инсталирани устройства тип домофон за разговори.

### Старт и развитие
На 4 юли 1976 г. е извършена първата серия от електромагнитни транслации, с импулси, предавани на равен интервал (1/10 от секундата) в диапазон от 3 до 30 MHz, които нарушават радиосвръзките на цялата планета. В процеса на експериментите е открит значителен недостатък. По данни на вече построената станция са регистрирани 44 сигнала, подобни на тези при изстрелване на балистични ракети, които се оказват смущения от случайно изпуснати сигнали. Става ясно, че РЛС е способна да засича само мащабни стартове на ракети.
На основание нарушение на международна спогодба за ненарушаване на честоти за гражданско ползване САЩ, Канада и Великобритания изразяват протест, свързан с риска за авиацията и корабоплаването, но СССР отрича дори съществуването на радиолокатора. Съветските власти предприемат стъпки към решаването на проблема с използваните работни честоти и след модернизация проблемът е отстранен. Така през 1985 г. радиолокационна станция „Дъга“ е приведена в експлоатация на пълно бойно дежурство в системата на противовъздушната отбрана на Съветския съюз.

### Чернобилска авария
На 26 април 1986 г. командирът на „Чернобил-2“ Владимир Мусиец разпорежда действия по евакуация на персонала заради всмуканата радиация през вентилационната система. През юни 1986 г. пристига екип за химическа защита, който в продължение на 3 дни измива целия обект и изчиства околното пространство от замърсяванията. Скоро след това отново е отчетено високо радиационно ниво. Следват още няколко опита на ликвидатори за нормализиране на условията, но без резултат.
Обектът е консервиран с намерението да се използва в бъдеще, но през 1987 г. след оценка на въздействието от бедствието става ясно, че това е невъзможно да се случи в забранената зона около АЕЦ Чернобил. Най-важните компоненти са демонтирани и откарани в град Комсомолск на Амур. Всички останали прилежащи сгради и съоръжения са изоставени. Лица, представящи се за ликвидатори, с фалшиви документи, също са посещавали мястото в търсене на благородни метали, като са нанесли трайни щети на цялата останала апаратура. Към днешна дата РЛС „Дъга“ е достъпна за посещение, за разлика от другите от нейния тип, които са засекретени обекти.